# 长沙勇胜篮球俱乐部
长沙勇胜篮球俱乐部，成立於2016年3月，註冊地為湖南省长沙市，主場設在宁乡市。2017年NBL賽季尾端賽程球隊從「湖南勇胜」改使用「湖南金健米业」參賽NBL。2017年12月球隊與湖南粮食集团簽訂五年戰略合作協議，更名為「湖南湘粮国际勇胜篮球俱乐部金健米业男子篮球队」。2019年NBL賽季離開宁乡市，主場改使用长沙市主城區长沙民政职业技术学院大运馆，球隊更名為「长沙金健米业」。2022年NBL賽季球隊與湾田集团達成冠名合作。2023年以及2024年NBL賽季選定贺龙体育馆作為球隊主場館。2025年賽季主場回到长沙民政职业技术学院大运馆。

## 外部連結
- 长沙勇胜篮球俱乐部的新浪微博